# Леви, Людвиг
Лю́двиг Ле́ви (нем. Ludwig Lévy; фр. Louis Lévy; род. 18 апреля 1859, Ландау — 30 ноября 1907, Карлсруэ) — немецкий архитектор и преподаватель Университета Карлсруэ.

## Биография
Людвиг Леви родился в еврейской семье. Был шестым ребёнком. Отец, Иона Леви, занимался торговлей текстилем, мать — Барбара Леви (ур. Махоль). После окончания школы в Ландау изучал архитектуру в Технологическом университете в Карлсруэ. В 1882 году открыл собственное архитектурное бюро в Кайзерслаутерне. В знак признания его достижений, он был назначен архитектором Министерства внутренних дел земли Баден. Преподавал с 1886 года в Строительном училище и Технологическом университете в Карлсруэ. В 1890 году женился на Флоре Левингер, в браке с которой имел двух детей, Бабетту Мари (р.1891) и Эрвина Вальтера (р. 1896). В ноябре 1938 года были сожжены почти все построенные им синагоги. Его вдова, Флора в 1940 году была интернирована из Карлсруэ в концентрационный лагерь Гюрс, оттуда летом 1942 года её депортировали в лагерь Терезин. Умерла 23 апреля 1943 года в возрасте 74 лет. Их двое детей были в то время уже мертвы и не оставили потомков. Дом Людвига Леви в Карлсруэ был конфискован во время Второй мировой войны.

## Здания и сооружения
Синагоги:
- Старая синагога в Бармене (1897)
- Синагога в Баден-Бадене (1899)
- Синагога в Бингене (1905)

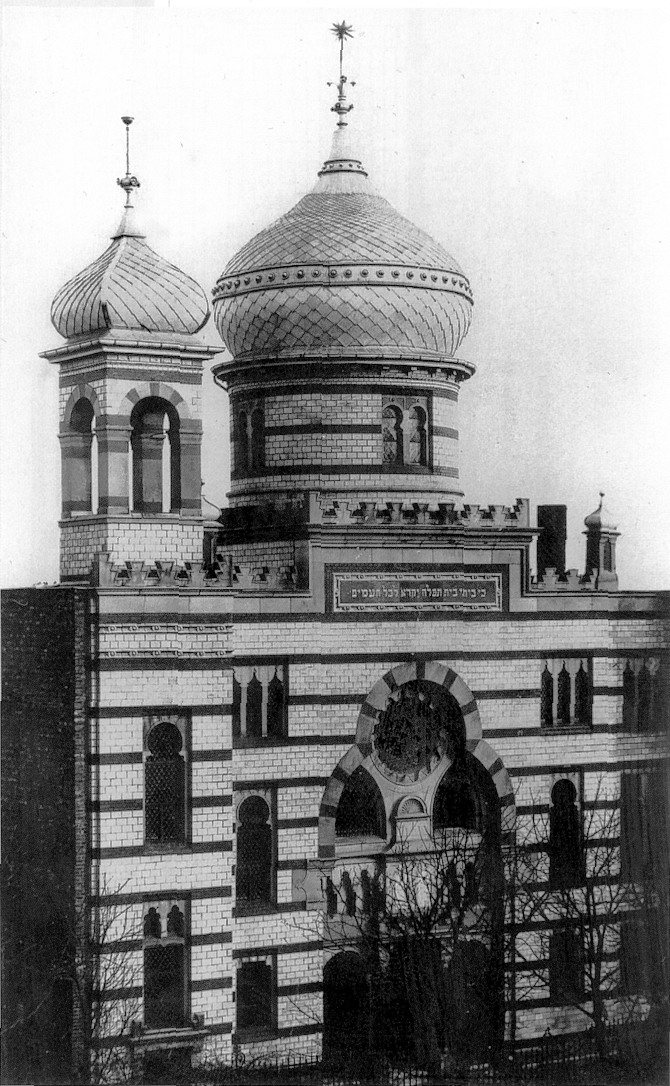
Синагога в Бармене

- Синагога в Диденхофене (ныне Тьонвиль)
- Синагога в Кайзерслаутерне (1883—1886)
- Синагога в Ла-Шо-дю-Фо (1896)
- Синагога в Люксембурге
- Старая синагога Пфорцхайма (1893)
- Синагога в Раштатте (1905)
- Синагога в Ростоке
- Синагога в Страсбурге (1896—1898)
- Синагога в Винвайлере

Церкви:
- 1884—1885(?): Протестантские церкви в Ольсбрюккене
- 1885: Католический дом в Кайзерслаутерне
- 1889—1893: Католическая церковь Сен-Пьер-ле-Жен в Страсбурге
- и другие протестантские церкви в Зигельбахе (ныне городской район Кайзерслаутерна), Вайлербахе, Миттельбахе (ныне городской район Цвайбрюккена, Бексбахе и Штайнвендене

Другие сооружения:

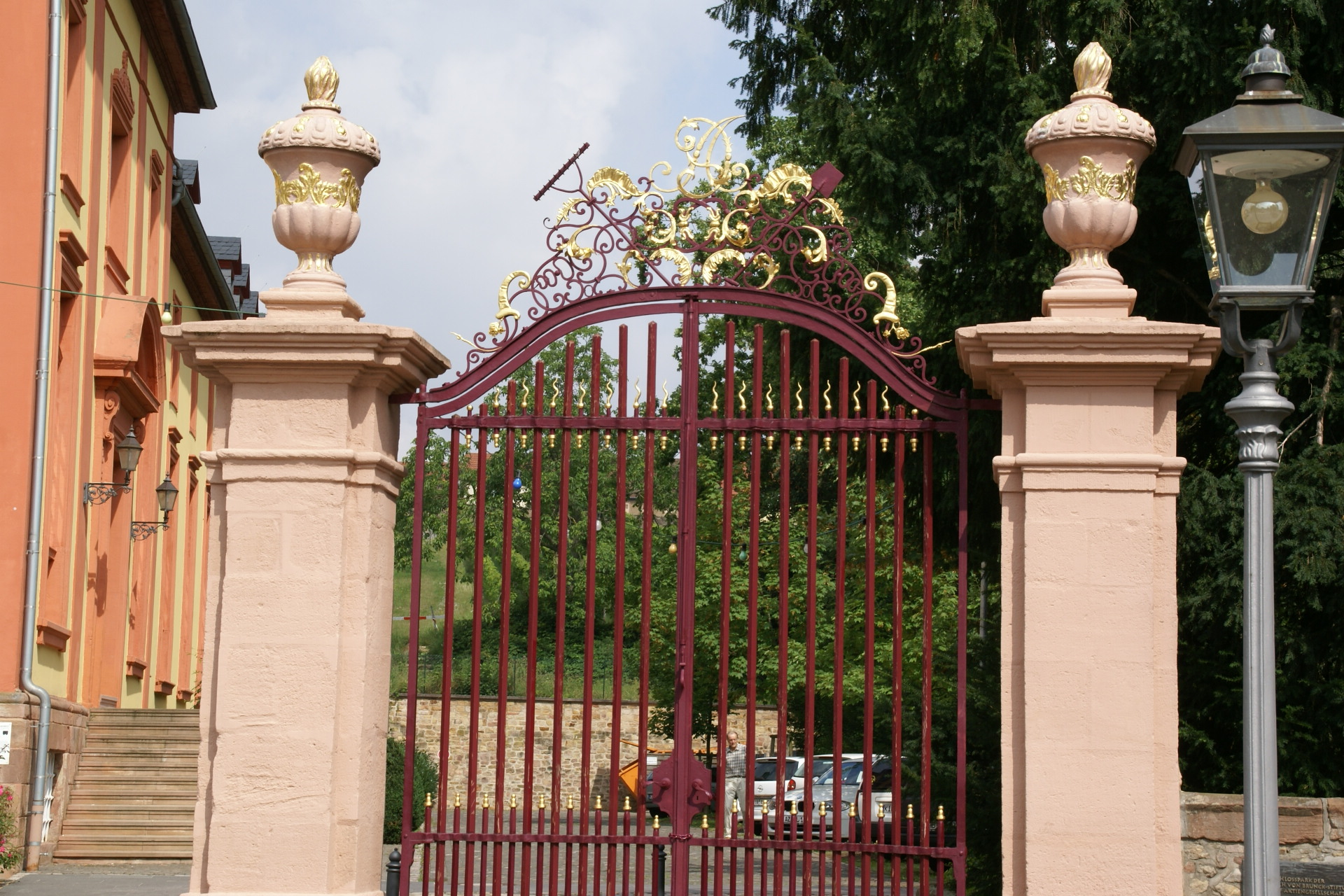
Леви-тор (Ворота Леви) в Кирххаймболандене

- 1885: Вилла Риттер в Кайзерслаутерне
- 1886: Вилла Бем в Нойштадте
- 1890: Бурксхоф в Нойштадте
- 1893: Вилла Стрессиус в Ландау
- 1899—1911: Министерские здания при Императорском дворе (ныне на площади Республики) в Страсбурге
- 1900—1903: Районное отделение (позднее штаб-квартире полиции) в Мангейме
- Центр психиатрии по уходу и лечению в Вислохе
- Леви-тор, так называемые «Ворота Леви» из кованого железа. Расположены в Северо-Западном углу замкового сада в Кирххаймболандене. Владельцем замка был Фредерик Брунк. Ворота по проекту архитектора Людвига Леви были выкованы в 1889 году во Франкфурте в мастерской кузнечного искусства, возможно Францем Брехенмахером. Это искусное сооружение с цветами, фруктами и гирляндами лоз, украшенных шнурами. Граничит с двумя столбами из песчаника увенчанными вазами. Ворота были восстановлены в 2009 году и оснащены защитным покрытием.